# Metynnis fasciatus
Metynnis fasciatus är en fiskart som beskrevs av Ahl, 1931. Metynnis fasciatus ingår i släktet Metynnis och familjen Characidae. Inga underarter finns listade i Catalogue of Life.